# Happy Trails
Az 1969-es Happy Trails a Quicksilver Messenger Service második lemeze. Szerepel az 1001 lemez, amit hallanod kell, mielőtt meghalsz című könyvben.

## Az album dalai
| 1. | Who Do You Love - Part 1 | Ellas McDaniel                                      | 3:32 |
| 2. | When You Love            | Gary Duncan                                         | 5:15 |
| 3. | Where You Love           | John Cipollina, Duncan, Greg Elmore, David Freiberg | 6:07 |
| 4. | How You Love             | Cipollina                                           | 2:45 |
| 5. | Which Do You Love        | Freiberg                                            | 1:49 |
| 6. | Who Do You Love - Part 2 | McDaniel                                            | 5:51 |

| 1. | Mona                      | McDaniel   | 7:01  |
| 2. | Maiden of the Cancer Moon | Duncan     | 2:54  |
| 3. | Calvary                   | Duncan     | 13:31 |
| 4. | Happy Trails              | Dale Evans | 1:29  |

## Helyezések

### Album
| Év   | Lista                | Helyezés |
| ---- | -------------------- | -------- |
| 1969 | Billboard Pop Albums | 27       |

### Kislemezek
| Év   | Kislemez        | Lista                 | Helyezés |
| ---- | --------------- | --------------------- | -------- |
| 1969 | Who Do You Love | The Billboard Hot 100 | 91       |

## Közreműködők
- John Cipollina – gitár és ének
- Gary Duncan – gitár és ének
- Greg Elmore – dobok
- David Freiberg – basszusgitár, ének, hegedű